# Juan Vicente de Güemes
Juan Vicente de Güemes Pacheco de Padilla y Horcasitas (La Habana, 5 de abril de 1738 - Madrid, 2 de mayo de 1799), II conde de Revilla Gigedo, fue un virrey y presidente de la Junta Superior de Real Hacienda de Nueva España del 16 de octubre de 1789 al 11 de julio de 1794.

## Vida y obra
Hijo de Juan Francisco de Güemes, I conde de Revilla Gigedo, fue gobernador y capitán general del virreinato de Nueva España, presidente de la Audiencia de México, superintendente subdelegado de Real Hacienda, minas, azogues y ramo del tabaco, presidente de la Junta Superior de Real Hacienda y subdelegado general de correos del mismo reino.
Llegó a Veracruz el 8 de octubre de 1789 para asumir el cargo de virrey. Entró a la capital el 17 del mismo mes y recibió el mando del virreinato en la villa de Guadalupe.
Su primera preocupación fue la capital del virreinato, la Ciudad de México. Comenzó por introducir desagüe y atarjeas, en todas las calles sin que una sola quedara sin drenaje. Luego las empedró a todas por igual e instaló el alumbrado público para iluminarlas de noche, estableció el servicio de limpia y recolección de basura e hizo numerar las casas.
Ordenó el embellecimiento de paseos, plazas, y alamedas, controló el caos vial de la ciudad, introdujo los coches de alquiler y organizó el servicio de policía, tanto el diurno como el que por las noches prestaban los llamados serenos. Su regencia aplicó una política de persecución a los ladrones y asesinos, caracterizándose su gobierno por la mano dura que utilizó contra los criminales.
Después del gobierno del Conde de Revillagigedo la capital novohispana fue llamada la Ciudad de los Palacios. El ejemplo de la Ciudad de México se extendió a las demás ciudades del virreinato. Así, fueron beneficiadas poblaciones como Veracruz, Toluca, Guadalajara, San Blas y Querétaro.
Una de las medidas a las que más atención prestó su gobierno fue al mejoramiento de las Intendencias, situación que derivó en el fomento del cultivo de algodón, cáñamo, seda y lino.
Para mejorar la comunicación y el tráfico comercial, Güemes ordenó el diseño y la construcción de una amplia red de caminos modernos, destacando el que iba de la Ciudad de México al puerto de Veracruz, realizando obras de ingeniería para salvar barrancos y ríos. Otra medida que impuso para la mejora del comercio fue la de suprimir algunos días festivos.
Para separar lo que era de la Real Hacienda e incrementar la recaudación de impuestos para beneficio de los novohispanos, ordenó un minucioso estudio de las rentas que producía el virreinato, además se recopilaron y reunieron los papeles de las oficinas públicas que se hallaban dispersos y él ordenó la creación de un sistema de archivo que dio origen a lo que hoy es en México el Archivo General de la Nación. De utilidad práctica fue el censo de población que permitió conocer el número exacto de habitantes, su raza y su modo de vida. 
También impulsó la creación del Libro de la Razón General de la Real Hacienda de Nueva España, encargando la tarea a Fabián de Fonseca y Carlos de Urrutia. Libro que era estipulado en la Ordenanza de Intendentes y que lamentablemente no se pudo terminar de manera exitosa, siendo publicado casi 50 años después bajo el título de Historia general de Real Hacienda.
A lo largo de su gobierno apoyó diversas expediciones: en 1790 durante las excavaciones en la plaza de Armas se halla el Calendario Azteca. El capitán Alejandro Malaspina recorre la costa de Osolutan en San Salvador de Guatemala y posteriormente California, para asegurar las posesiones españolas, ocasionando problemas con Inglaterra. Otra expedición fue a reconocer el canal de López de Haro en el estrecho de Fuca. Apoyó la expedición de Martín de Sessé destinada a formar la flora mexicana.
En su faceta de impulsor de la educación dotó a la Academia de San Carlos de grandes y destacados maestros, creó las cátedras de matemáticas aplicadas a la arquitectura, anatomía en el hospital general y la de fisiología. y en el año de 1793 inaugura el Museo de Historia Natural.
Varios miembros franceses de su séquito fueron enjuiciados por la Inquisición debido a que pertenecían a la Francomasonería.
Dejó a su sucesor, el marqués de Branciforte, una extensa instrucción de gobierno. Dicha instrucción ha permitido conocer mucho de lo que hizo Revillagigedo durante su gobierno así como los problemas que veía en el virreinato de Nueva España.
Pasó los últimos años retirado en su palacio madrileño de la calle de Sacramento, y en él falleció el 12 de mayo de 1799. Soltero y sin hijos al momento de morir, el título de Conde de Revillagigedo pasó a su hermano Antonio Maria Güemes Pacheco de Padilla.
Los historiadores mexicanos son casi todos panegiristas de este virrey; así escribe Vicente Riva Palacio en su obra México a través de los siglos: “El segundo conde de Revillagigedo fue sin duda el más famoso de los gobernantes de Nueva España: su dedicación constante, su actividad asombrosa, su afortunado acierto en el despacho de los negocios públicos fueron verdaderamente excepcionales”.
En honor a él se han bautizado las Islas Revillagigedo en el Pacífico y en el estado de Washington en Estados Unidos hay dos islas y una bahía que llevan sus apellidos (Isla Güemes, Isla Orcas y Bahía Padilla).